# تاریخ اسپانیا (۱۸۰۸–۱۸۷۴)
اسپانیا در قرن نوزدهم کشوری در جنگ و آشوب بود. اسپانیا از سال ۱۸۰۸ تا ۱۸۱۴ توسط ناپلئون بناپارت اشغال شد، یک "جنگ آزادیبخش" بسیار ویرانگر در این کشور درگرفت. پس از قانون اساسی اسپانیا در سال ۱۸۱۲، اسپانیا بین اصول لیبرال قانون اساسی ۱۸۱۲ و پادشاهی مطلقه که توسط حکومت فرناندوی هفتم تجسم یافت تقسیم شد، فرناندوی هفتم قانون اساسی که در سال ۱۸۱۲ نوشته شده بود را در سال ۱۸۱۴ لغو کرد، اما مجبور شد دوباره در سال ۱۸۲۰ پس از یک بیانیه لیبرال، که جای خود را به ترینیو لیبرال (۱۸۲۰-۱۸۲۳) داد در مورد قانون اساسی سوگند یاد کند.
یادداشت ها
1. ↑  Naval این پرچم در سال ۱۸۴۳ به عنوان پرچم ملی معرفی شد.